# Bochalema
Bochalema è un comune della Colombia facente parte del dipartimento di Norte de Santander.
L'abitato venne fondato da Juan José Villamizar nel 1759.